# Scleria skutchii
Scleria skutchii är en halvgräsart som beskrevs av Mark T. Strong och Jason Randall Grant. Scleria skutchii ingår i släktet Scleria och familjen halvgräs. Inga underarter finns listade i Catalogue of Life.